# 回頭太難 (電影)
《回頭太難》（英語：The Point of No Return）是一部招振強执导的香港愛情、災難片，於2000年上映。呂良偉、彭丹、馬德鐘主演。

## 劇情慨要
本片用了於1999年發生的台灣921大地震當作藍本，香港消防處派人去支緩。消防員之一的曾sir在現場發現一男一女的死者，男的為文傑，剛才也曾要求曾sir救自己家人，在不久後，文傑突然出現在曾sir面前...

## 演員
| 演員   | 角色   | 粵語配音 | 備註 |
| 呂良偉 | 文傑   | 陳旭明   | 台灣921大地震男死者，生前為消防員之一 死後因曾sir曾經幫助自己而報恩來助其解愁                                      |
| 彭丹   | Cat    | 陸惠玲   | 曾sir之女友 因曾sir不肯與自己結婚而與其分手                                                                        |
| 馬德鐘 | 曾sir  | 羅偉傑   | 阿偉 結婚逃兵，消防員之一 Cat之男友，因不肯與其結婚而被其分手 因在文傑臨死前曾經幫助其而被死後的其前來恩來助其解愁 |
| 劉少君 | 阿華   | 楊捷康   | 消防員之一 曾sir之好友                                                                                             |
| 劉淑儀 | 阿玲   |          | 台灣921大地震女傷者 文傑之女友                                                                                     |
| 程小龍 | 消防員 |          | 消防員之一 曾sir、阿華之好友                                                                                       |